# Agostino Lanzillo
Agostino Lanzillo (Reggio Calabria, 31 ottobre 1886 – Milano, 3 marzo 1952) è stato un sindacalista, politico ed economista italiano, è stato un sindacalista italiano, divenuto poi membro del movimento fascista di Benito Mussolini.

## Biografia
Laureatosi in diritto con una tesi su Proudhon e seguace di Georges Sorel sul quale pubblicò la prima biografia intellettuale, collaborò con "Il Divenire sociale" di Enrico Leone e più tardi con Benito Mussolini per il giornale "Il Popolo d'Italia". Lanzillo fu eletto deputato nel 1924 al Parlamento nel listone fascista per il Partito Nazionale Fascista (PNF)  fino al 1929, e fu membro della Commissione dei Quindici (poi allargata a 18), incaricata della riforma delle Istituzioni statali: nella sua visione, le corporazioni avrebbero dovuto assumere la direzione della produzione e della distribuzione economica, secondo il principio dell'autogoverno delle categorie sociali.
La mancata realizzazione di questo progetto allontanò progressivamente Lanzillo dal fascismo: nel 1934 passò all'Istituto superiore di economia e commercio di Venezia (di cui fu anche rettore) collaborò alla rivista «Critica fascista», dove si raccoglieva la fronda del regime. 
Nel 1944 fuggì in Svizzera, e fece ritorno in Italia nel 1945, dove continuò l'attività di professore universitario.

## Scritti
- Le Mouvement ouvrier en Italie, Paris, Rivière, n. d. [1911].
- Giorgio Sorel. Con una lettera autobiografica. Bibliografia, Ritratto e Autografo, Roma, Libreria Editrice Romana, 1910.
- La disfatta del socialismo. Critica della guerra e del socialismo, Firenze, Libreria della Voce, 1919.
- La dittatura del proletariato, Milano, Corbaccio, 1919.
- Il contenuto dell'economia corporativa, Milano, Arti grafiche Codara, 1928.
- Lezioni di economia politica corporativa, Padova, CEDAM, 1942.
- Dinamica economica di guerra, Padova, CEDAM, 1942.
- La pianificazione e la vita, Milano, Giuffrè, 1950.
- Agostino Lanzillo, Giuseppe Prezzolini, Carteggio 1909-1951, Francesco Germinario (ed.), Bellinzona, Ed. dello Stato del Cantone Ticino, 2020.